# سیارک ۵۵۶۸
سیارک ۵۵۶۸ (به انگلیسی: 5568 Mufson، نامگذاری:1953TS2) پنج هزار و پانصد و شصت و هشتمین سیارک کشف شده‌است که در ۱۴ اکتبر ۱۹۵۳ کشف شد.
قدر مطلق سیارک برابر ۲۶.۹ است.